# Pierre Bordaberry
 (janvier 2024).
Pour l’article ayant un titre homophone, voir Psykokwak.
Pierre Bordaberry est un psychologue clinicien, auteur et youtubeur français. Il est également connu sous les pseudonymes de Pedro Sanchau et de Psykocouac dont sa chaîne Youtube porte le nom. Il a publié deux livres : Repère les arnaques sur ta santé et Ce n'est pas toi le problème !. Il a également été co-auteur d'une bande dessiné Le Prix du bonheur TTC. Il est détenteur d'un doctorat en psychologie reçu en 2011 et a été formé à l'IRCCADE aux TCC et à la pédopsychologie.

## Activités notables

### Psychologue clinicien
Après un doctorat en neuropsychologie obtenu à l'Université de Bordeaux 2,,, Pierre Bordaberry choisit d'exercer en psychologie clinique,. Il traite les troubles et maladies psychiatriques des enfants, adolescents et adultes,.
Lors de son doctorat en neuropsychologie, il a publié des articles qui ont été cités à de multiples reprises,.

### Youtubeur
Pierre Bordaberry est principalement connu comme le Youtubeur animant la chaîne Psykocouac, qui traite de psychologie en général. Ses vidéos s'axent aussi bien sur la psychopathologie, les thérapies ou des sujets de société,,. Sa chaîne est notamment cité par Psychologies Magazine dans les 8 chaînes psy à suivre sur le web.

### Auteur
Pierre Bordaberry est l'auteur d'un premier livre publié en autoédition intitulé Repère les arnaques sur ta santé en 2021, puis d'un deuxième ouvrage dont il est l'auteur principal intitulé Ce n'est pas toi le problème !, publié aux éditions Leduc en 2023.

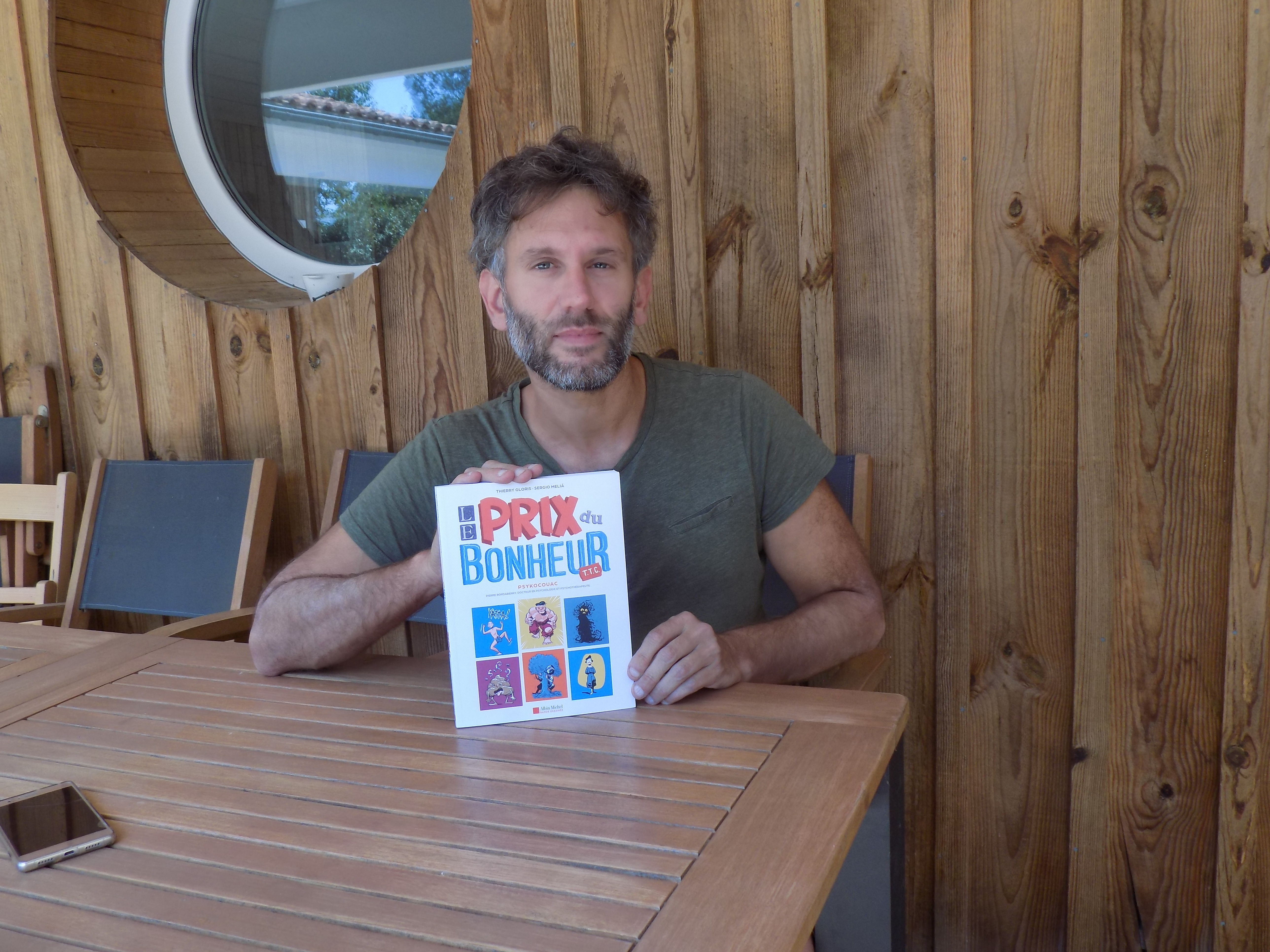
Le Prix du bonheur TCC présenté par Pierre Bordaberry.

Avec Thierry Gloris et Sergio Meliá, il est également co-auteur d'une bande dessinée Le Prix du bonheur TTC,,, publiée chez Albin Michel en 2024,.

### Conférences et interviews
Il donne des interviews afin d'expliquer sa pratique et sa vision de la psychothérapie, cette dernière se rapprochant de ce qui se fait en psychiatrie communautaire,,. On retrouve ses interventions dans des articles de presse nationale et quotidiens traitant de sujets transversaux, notamment en psychologie sociale où il intervient en tant que consultant,, ou sur des sujets plus complexes comme l'obésité. On le retrouve aussi sur des sujets plus légers mais néanmoins pertinents comme : « à quoi sert un psy ? » où il essaie de mettre en lumière les limites ou les controverses sur sa profession. Également, il est interrogé par le magazine Femme Actuelle sur la ioatrophobie.
A une conférence TEDxSaintGilles organisé par l'Université de Liège il anime une courte conférence intitulée « T'es nul mais ça va aller ».